# Куріпка червоночуба
Куріпка червоночуба (Rollulus rouloul) — вид куроподібних птахів родини фазанових (Phasianidae). Мешкає в Південно-Східній Азії. Це єдиний представник монотипового роду Червоночуба куріпка (Rollulus).

## Опис

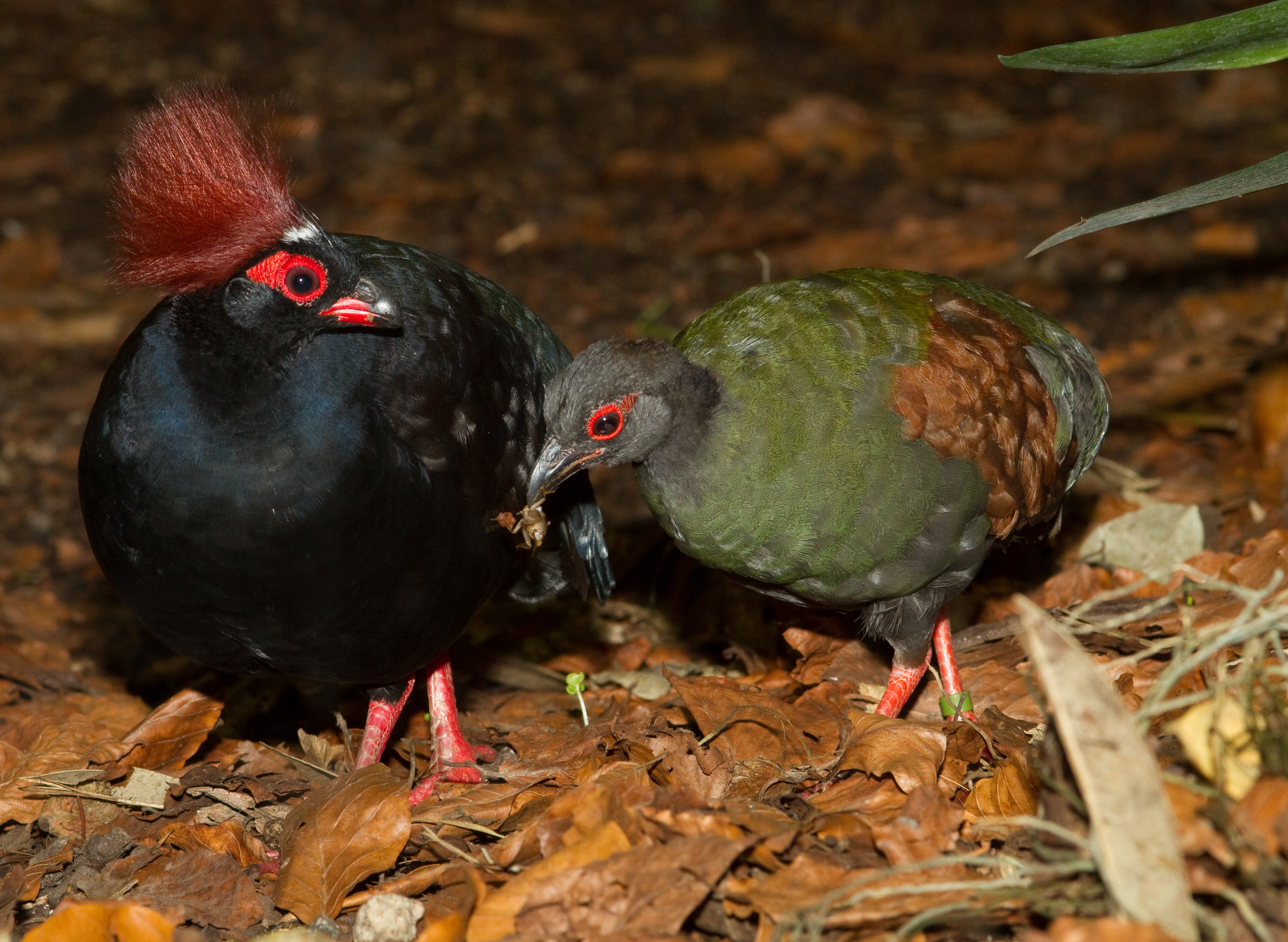
Пара червоночубих куріпок

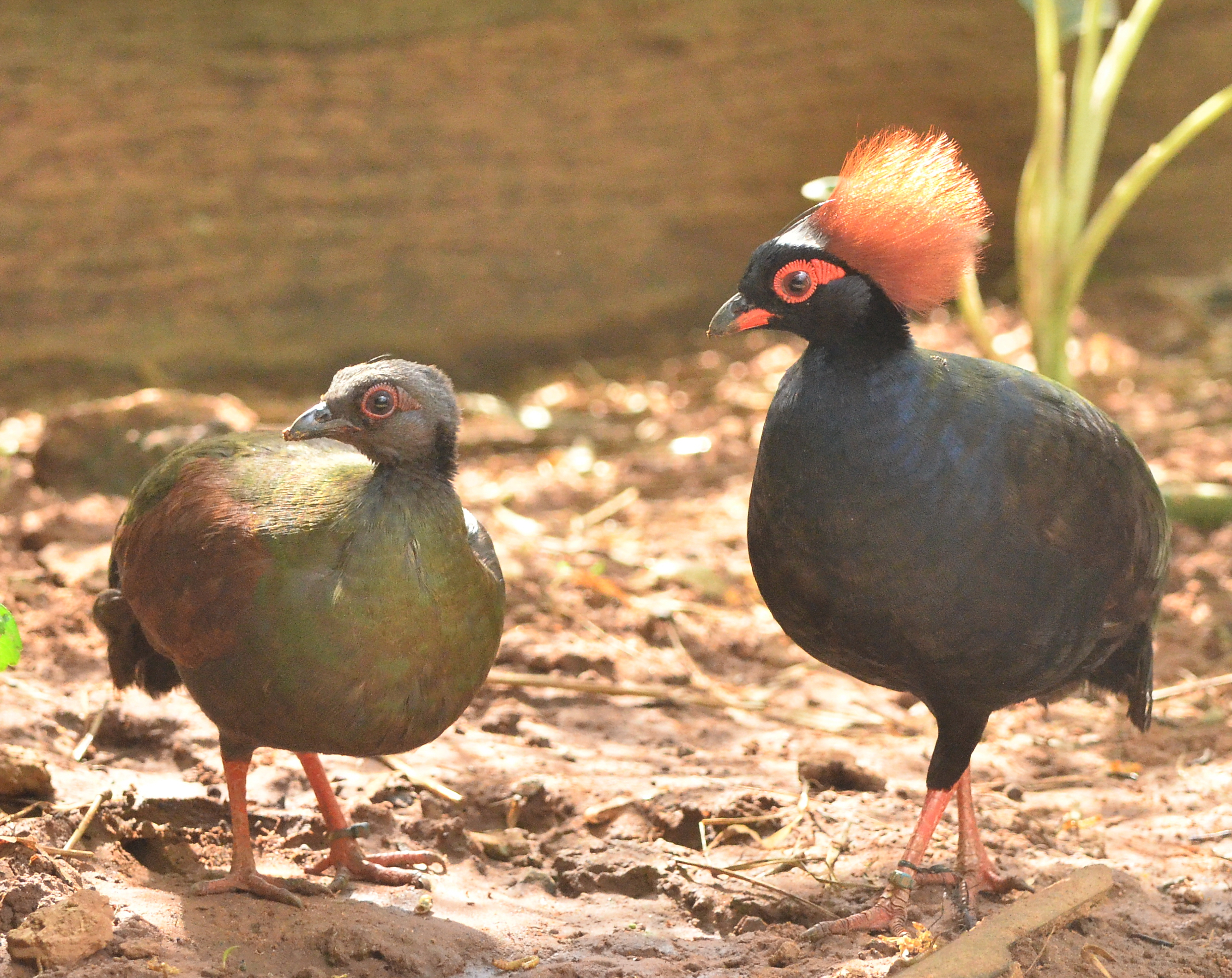
Пара червоночубих куріпок

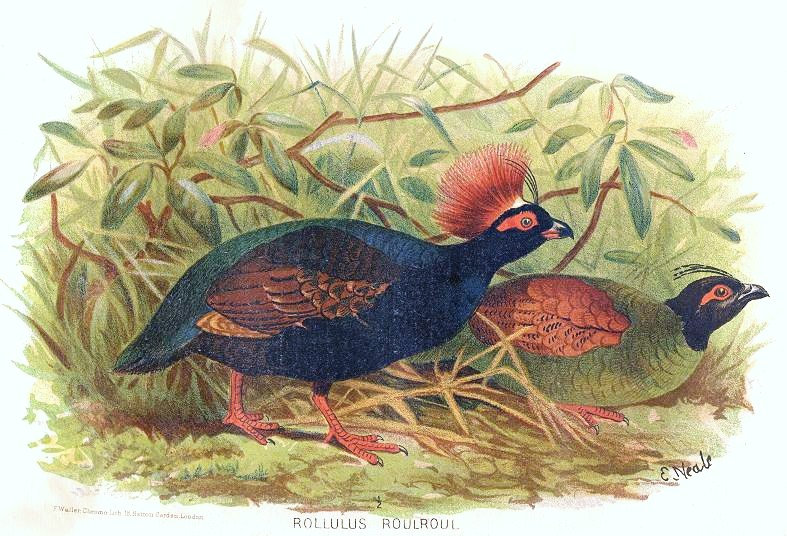
Червоночубі куріпки

Довжина птаха становить 25-27 см, вага 150-190 г. Виду притаманний яскраво виражений статевий диморфізм. Самці мають переважно чорне забарвлення з синьо-зеленим або фіолетовим металевим відблиском. Кінчики крил у них мають коричнюватий відблиск. На лобі біла пляма, на тімені великий рудуватий або рудувато-коричневий чуб, який складається з щетинкоподібних пір'їн. На щоках також є чорні щетинкоподібні пера. Навколо очей плями голої червоної шкіри. Дзьоб чорний, блискучий, знизу біля основи червоний. Лапи червоні, шпори на них відсутні. У самиць голова темно-сіра, решта тіла оливково-зелена, крила каштанові. чуь на тімені у них відсутній. Забарвлення молодих птахів є подібне до забарвлення дорослих птахів відповідної статі, однак менш яскраве.
Голос — серія з 5-10 протяжних, двоскладових посвистів «сі-ул». Зазвичай їх можна почути на світанку.

## Поширення і екологія
Червоночубі куріпки мешкають на Малайському півострові (на південь від південної М'янми і південного Таїланду), на Суматрі і Калімантані та на сусідніх островах Банка і Белітунг. Вони живуть в густих вічнозелених тропічних лісах, на порослих чагарниками галявинах та в бамбукових заростях. Зустрічаються поодинці, парами або сімейними зграйками до 13 птахів, переважно в низовинах, на Калімантані місцями на висоті до 1300 м над рівнем моря, на Малайському півострів місцями на висоті до 1550 м над рівнем моря. Літають неохоче, при небезпеці ховаються в густих заростях.
Червоночубі куріпки живляться комахами, їх личинками, зеленими частинами рослин, насінням і плодами. Шукають їжу в лісовій підстилці, перебираючи її лапами, слідкують за дикими свинями, підбирають плоди під деревами. Ввечері птахи збираються разом на сідалі в кількох метрах над землею.
Червоночубі куріпки є моногамними птахами, гніздування у них відбувається з грудня по серпень. Птахи гніздяться в заглибині в землі, встеленій травою і опалим листям. В кладці від 4 до 8 білих яйця. Інкубаційний період триває 19-20 днів, насиджують лише самиці. За пташенятами доглядають і самиці, і самці, передаючи їх їжу прямо до дзьоба, що є незвично для куроподібних. Незважаючи на те, що пташенята є виводковими, деякий час після вилуплення вони ночують в гнізді. Стають самостійними вони у віці 25-30 днів. Червоночубі куріпки набувають статевої зрілості у віці 6 місяців, а тривалість життя у них становить 5 років.

## Збереження
МСОП класифікує цей вид як вразливий. Червоночубим куріпкам загрожує знищення природного середовища.